# Antonio Núñez Abreu
Antonio Núñez Abreu, (Santa Cruz de Tenerife, Canarias, España, 14 de agosto de 1918-29 de octubre de 2000); fue un futbolista español. Se desempeñaba en posición de defensa. Jugó en Primera División la temporada 1953-54 siendo jugador del Real Jaén Club de Fútbol.

## Clubes
| Club                        | País   | Temporada  |
| --------------------------- | ------ | ---------- |
| Real Club Deportivo Córdoba | España | 1947-1953  |
| Real Jaén                   | España | 1951 -1954 |
| Caudal Deportivo            | España | 1954-¿?    |